# Richard Burthogge
Richard Burthogge, född 1638 och död 1705, var en engelsk filosof.
Burthogge studerade en tid vid Leidens universitet och utvecklade i sitt arbete An essay upon reason and the nature of spirits (1694), ett arbete tillägnat John Locke, idéer befryndade med Arnold Geulincx. Med sin uppfattning om kategorierna som vårt förstånds verksamhetsformer (mondi concipiendi) föregriper Burthogge viktiga punkter i Immanuel Kants filosofi.